# Pánczél Tivadar
Pánczél Tivadar (Nagykőrös, 1930. július 17. – Pilisszentiván, 2016. október 13.) Szacsvay Imre-díjjal kitüntetett magyar református lelkész, Budapest XVI. kerületének díszpolgára.

## Élete
1930. július 17-én született Nagykőrösön, háromgyermekes pedagógus családban. 1948-ban érettségizett a város Arany Jánosról elnevezett református gimnáziumában, 1953-ban diplomázott a Budapesti Református Teológiai Akadémián.
A teológia elvégzését és a kápláni vizsgáját követően az első lelkészi állomáshelye Kiskunhalas volt. Egy év után, 1954-ben a budapesti Gyulai Pál utcai gyülekezetbe került, ahol két évet szolgált Farkas József mellett. Az 1956. november 4–10. dátumozással, csupán egy lapszámot megért Reformáció címmel, Ravasz László főszerkesztésében megjelent újság szerkesztőbizottságában is helyet kapott.
1956-tól közel fél évszázadon keresztül, a 21. század első éveiig tevékenykedett beosztott, majd később vezető lelkészként Budapest XVI. kerületében, a rákosszentmihály–sashalmi református gyülekezetben. Itteni lelkészi ideje alatt több számottevő felújítás történt az egyházközség templomán; a diktatúra által takaréklángra állított egyházi élet, a felnövő fiatal nemzedék istentelensége azonban aggasztotta, ezért jelentős energiákat fektetett az ifjúság evangelizálásába. Ennek keretében a feleségével ifjúsági konferenciákat kezdett szervezni balatonszemesi családi nyaralójukban, valamint ifjúsági órákat és a kéthavonta csendesnapokat tartottak, a hitükben döntésre jutottak megerősítésére. Jól jött az egyházközségnek, hogy a Magyar Hanglemezgyártó Vállalat 1982-ben – a kiváló akusztikája miatt – bérbe vette a templomot, néhány komolyzenei hangfelvétel készítésének idejére; ezekből a bevételekből pedig újabb felújítások valósulhattak meg.
Feleségével együtt összesen 46 évet töltött Budapest XVI. kerületében, a rákosszentmihály–sashalmi református gyülekezetben. 1975-től 25 éven át, egészen 1999-ig pezsgő ifjúsági közösségi élet jellemezte gyülekezetét, ehhez kapcsolódva ifjúsági konferenciák sorát szervezte a városrész fiataljainak, főként Balatonszemesen.
1988 és 1990 között igen nagy számú erdélyi menekült fogadásában és patronálásában vett részt. Az általa vezetett gyülekezeti misszió ruhával, élelemmel, lakás vagy munkaehetőség közvetítésével és állandó lelkigondozással segítette őket. Ez utóbbi tevékenységet a Moszkva tér közelében található Csaba utcai gyülekezet lelkészének, Németh Gézának kezdeményezésére, az akkori református püspök, Tóth Károly jóváhagyásával vállalta magára, tekintettel arra, hogy a rákosszentmihály-sashalmi gyülekezet temploma, tanácsterme, parokiális épülete és kertje elég nagy befogadóképességűnek tűnt a heti egy-két istentiszteleti alkalom befogadására a Budapestre érkező erdélyi menekültek számára.

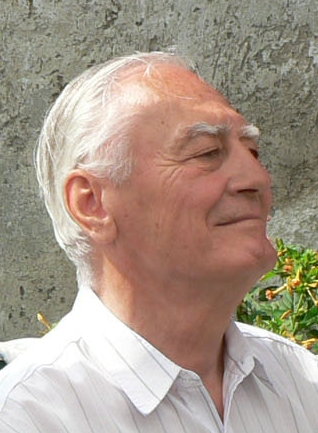
Pánczél Tivadar 2007-ben

1988. február 12-én kapott felkérést e tevékenységre az illetékes püspöktől, és 1990. február 9-ig szakadatlanul tartott e „mentőakció”, amit ezen a napon Tőkés László személyesen köszönt meg neki. Az egyházközség segélyakcióját e két év alatt sokan támogattak nyugatról – Svájcból, Hollandiából, Ausztriából és Németországból –, elsősorban olyan településekről, ahonnan már régebben partnergyülekezeti kapcsolatokat építettek ki a romániai magyar, elsősorban protestáns gyülekezetekkel. Irányítása alatt – saját számításai szerint – körülbelül tizenötezer fő részesült összesen mintegy tizenötmillió forint pénzsegélyben, valamint ruha- és élelmiszer-adományban, mely utóbbiak mennyisége csak tonnában mérhető. Az első év végén a gyülekezet a Bethlen Gábor Szövetségtől Márton Áron-plakettet kapott, Nyárádszeredán pedig Bocskai-díjat, a közösségben végzett munkáért. Nyárádszereda mellett örömmel alakított ki gyülekezetközi kapcsolatokat a kalotaszegi Zsobok, Torda-Harasztos, vagy az Aranyos-menti Aranyosegerbegy gyülekezetével.
1989. június 16-án ő képviselte a református egyházat (Czövek Olivérrel) Nagy Imre újratemetésén.
A rendszerváltozást követően  Németh Gézával a REMM (Református Megújulási Mozgalom) szervezője és vezetője lett. Az 1992-ben lelkészeket segítő munkatársak képzésére Pánczél Tivadar oktatói közreműködésével alakult meg a Károli Gáspár Teológiai és Missziói Intézet.
Gyülekezetével kétszer járt a Hargitán is, ahol részt vett a Sikasszó-patak melletti Libán-magaslaton az egyik budapesti presbiter, Apostol Péter saját kezűleg, fából épített kápolnájának felavatásán, egy püspök és 15 erdélyi lelkész mellett. Ő maga több személyes elismerést is kapott, így többek között a Szacsvay Imre-díjat, amit az akkori ifjúsági ügyekkel foglalkozó miniszter, Surján László írt alá, később pedig megkapta a XVI. kerület díszpolgári címét és a Rákosszentmihályért emlékplakettet is.
2001 decemberében vonult nyugdíjba, s ezt követően, 2002-ben költözött Pilisszentivánra, ott élt élete végéig. Alkalomszerűen nyugdíjas éveiben is vállalt még szolgálatot, elsősorban Piliscsaba–Klotildligeten és Pesthidegkúton. 2010-ben könyvet jelentetett meg arról a két évről, amikor több ezer erdélyi menekültnek segített új életet találni Magyarországon; a könyv bemutatója 2010. május második vasárnapján a rákosszentmihályi templomban zajlott, a kiadványt Szabó István püspök, valamint Németh Zsolt és Kovács Péter országgyűlési képviselők méltatták; közreműködött a rendezvényen Faragó Laura énekművész és Lantos Antal helytörténész is.
1955-ben, 25 éves születésnapján kötött házasságot az ugyancsak nagykőrösi származású Kovács Ágota gyógypedagógussal, Vassné Kovács Emőke logopédus nővérével. Két fiuk született, Zsolt és Gyula.
2016. október 13-án hunyt el pilisszentiváni otthonában, 49 évi lelkészi szolgálatot maga mögött tudva, házasságának 61., életének 87. évében.

## Művei
- Út az elnyomásból a szabadságba – A menekülőket befogadó egyház (2010.)[10]
- Egy gyülekezet élete a 20. században – krónika prédikációkkal (2015.)[11]
- Szólj, Uram! I. – Pánczél Tivadar Prédikációi (özvegye magánkiadásában, a pesthidegkúti gyülekezet gondozásában, 2019.)[12][13]
- Szólj, Uram! II. – Pánczél Tivadar Prédikációi (2020.)[14]

## Képgaléria

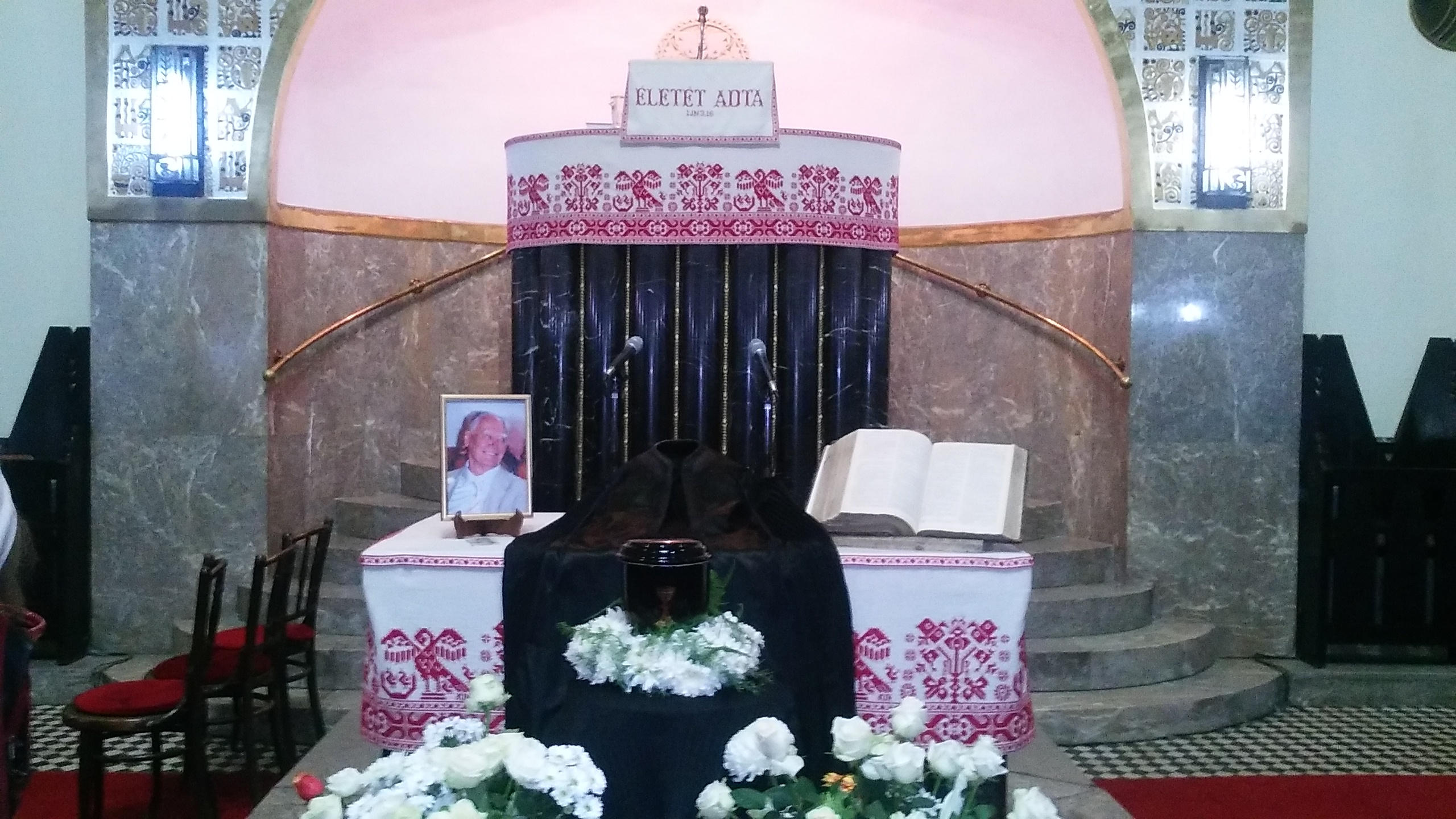
Gyászszertartása a fasori református templomban
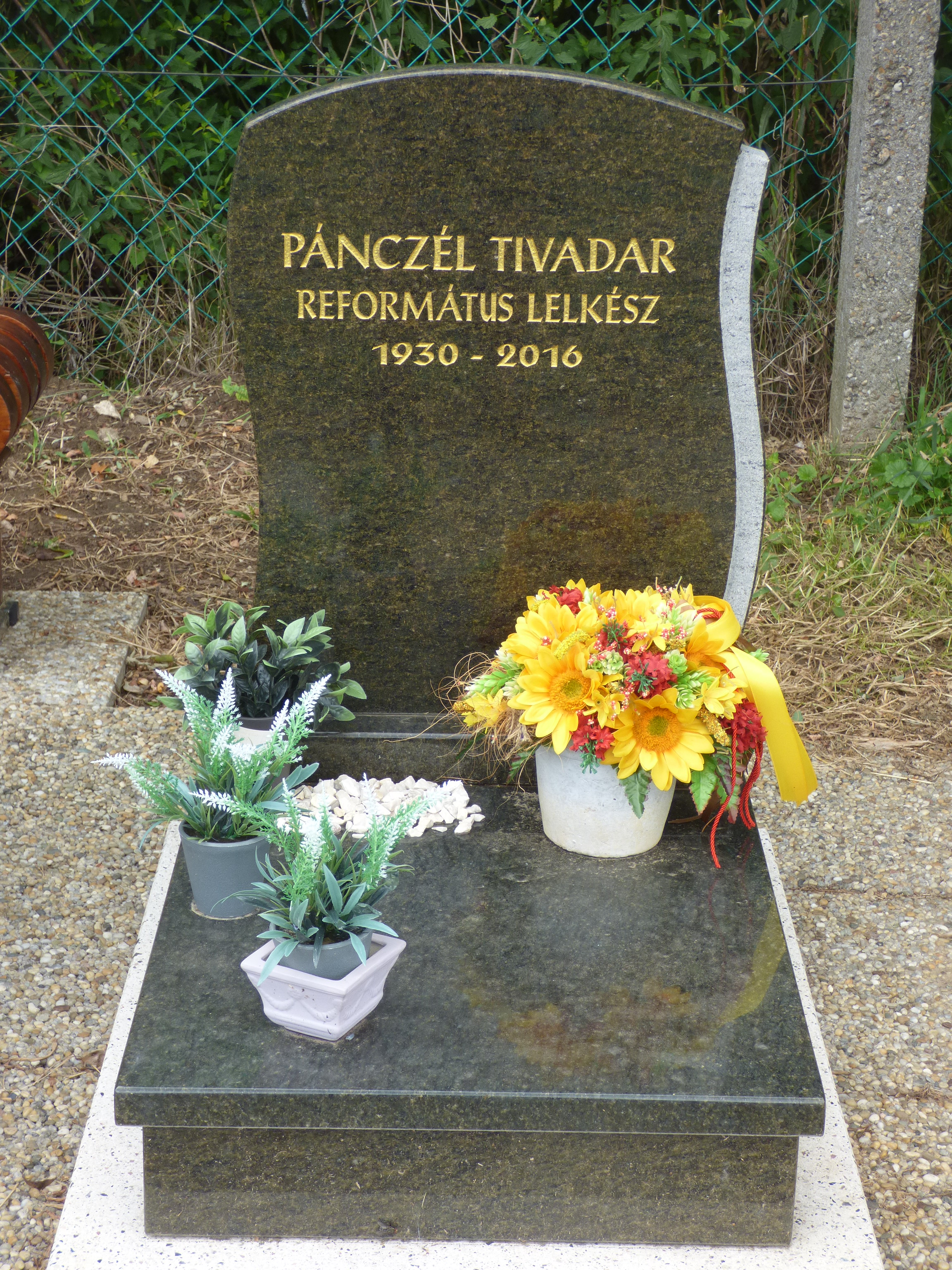
Síremléke Pilisszentivánon